# Ebnath
Ebnath – miejscowość i gmina w Niemczech, w kraju związkowym Bawaria, w rejencji Górny Palatynat, w regionie Oberpfalz-Nord, w powiecie Tirschenreuth, wchodzi w skład wspólnoty administracyjnej Neusorg. Leży w Smreczanach, około 30 km na północny zachód od Tirschenreuth.